# Lucky Luke
Lucky Luke là một chàng cao bồi, và cũng là nhân vật chính trong bộ truyện tranh cùng tên do họa sĩ người Bỉ Morris sáng tác từ năm 1946. Những truyện Lucky Luke đầu tiên được in trên báo Spirou và tiếp đó là trên Pilote, trước khi được phát hành dưới dạng tập truyện tranh. Tập truyện tranh này thành công rực rỡ trong khoảng 1957 đến 1977 với sự tham gia của René Goscinny với vai trò là biên kịch viên.
Tuy rất nổi tiếng tại châu Âu, tập truyện tranh này ít được in tại các nước sử dụng tiếng Anh. Lucky Luke đã phát hành 270 triệu bản với 31 thứ tiếng. Lucky Luke đã có ấn bản tiếng Việt và đã được nhà xuất bản Trẻ phát hành từ cuối năm 1997.

## Lịch sử
Vào Giáng sinh năm 1946, tác giả Morris, khi đó là họa sĩ cho loạt truyện hài Le Moustique, lần đầu tiên cho ra mắt nhân vật Lucky Luke trong tạp chí truyện tranh Spirou với Câu truyện Arizona 1880. Từ năm 1948, tuy chuyển sang Mỹ sinh sống, nhưng Morris vẫn tiếp tục với nhân vật Lucky Luke và gửi các bản thảo của mình cho ban biên tập của Spirou. Cũng chính trong thời gian ở Mỹ, Morris đã gặp gỡ và làm quen với René Goscinny, tác giả kịch bản chính của nhiều tập truyện Lucky Luke sau này.
Năm 1949, nhà xuất bản Dupuis của Bỉ cho xuất bản tập truyện tranh Lucky Luke đầu tiên Mỏ vàng của Dig Digger. Trong những năm sau đó, Morris lần lượt cho xuất bản 8 tập tiếp theo mà ông vừa là họa sĩ, vừa là tác giả kịch bản. Năm 1957, từ tập truyện thứ 9, Morris hợp tác cùng với René Goscinny - trừ tập 10 ông vẫn là tác giả duy nhất.
Từ năm 1968 tới 1987, các tập Lucky Luke được nhà xuất bản Dargaud của Pháp tiếp tục phát hành. Sau khi René Goscinny mất, Morris hợp tác với nhiều biên kịch viên khác như Xavier Fauche, Bob de Groot, Jean Léturgie, Hartog van Banda, Vicq, Guy Vidal... Từ tập 60 vào năm 1991 cho tới tập 67 vào năm 1998, Lucky Luke được xuất bản bởi Lucky Productions. Sau đó, từ tập 68 vào năm 2000 được tiếp tục với nhà xuất bản Lucky Comics.
Sau khi Morris mất vào năm 2001, nhà xuất bản Lucky Comics phát hành serie Những cuộc phiêu lưu của Lucky Luke (Les aventures de Lucky Luke) với nét vẽ của họa sĩ Achdé.

## Bối cảnh và cốt truyện

Bảng gỗ của thị trấn Sinful Gulch.

Bổi cảnh chính của Lucky Luke là miền Tây nước Mỹ cuối thế kỷ 19. Cũng có khi xuất hiện những cảnh ở bờ Đông và cả bên ngoài nước Mỹ như Canada và México. Giống như các bộ phim cao bồi hình ảnh thường thấy trong Lucky Luke là những đồng cỏ, các thị trấn, quán rượu, các chuyến xe lửa... và nhà tù, nơi thường xuyên giam giữ anh em nhà Dalton.
Trong Lucky Luke, các thị trấn thường giới thiệu chính nó bằng một biển gỗ với những câu đe dọa hài hước. Trong thị trấn luôn có quán rượu, nhà băng, đồn cảnh sát... Những quán rượu, với các vũ nữ mập mạp nhảy múa trên sân khấu, cây đàn piano, các bàn cờ bạc... là nơi thường xuyên xảy ra ẩu đả và kết thúc với một kẻ bay ra ngoài rơi vào máng nước của ngựa. Còn trong nhà tù liên bang, các tù nhân luôn làm một việc là đập đá. Các chuyến xe lửa thì thường bị trễ giờ vì bị cướp chặn.
Nhiều cốt truyện của Lucky Luke được dựa theo các sự kiện có thật trong lịch sử miền Tây nước Mỹ. Tập Dây kẽm gai trên đồng cỏ nói tới cuộc tranh chấp của các chủ trại. Cuộc đổ xô tới Oklahoma nói tới sự kiện ngày 22 tháng 4 năm 1889 khi hơn 100 000 boomer (vai trò này trong tiếng Việt được gọi là "tay bùm", cái tên này dựa trên âm thanh của những khẩu cà-nông, thứ được sử dụng để phát tín hiệu xuất phát cuộc đua giành đất tại Oklahoma, như đã được giải thích trong tập truyện) tham gia vào cuộc đổ xô tới Oklahoma để giành đất. Trang trại O.K. Corral nói về cuộc đấu súng huyền thoại của miền Tây tại O.K. Corral. Đoàn ngựa con tốc hành nói về công ty Pony Express với việc cố gắng rút ngắn thời gian vận chuyển thư từ giữa miền Tây và miền Đông. Sợi dây biết hát nói về việc xây dựng điện báo tại Hoa Kỳ...

Cảnh ẩu đả trong quán rượu.

Tuy nói về miền Tây, nhưng Lucky Luke có rất ít chi tiết bạo lực. Các sự kiện được thể hiện một cách hài hước theo kiểu truyện tranh. Ví dụ như kết thúc cuộc đấu súng O.K Corral mà không có ai chết hay bị thương. Tên cướp Billy the Kid cũng chỉ bị Lucky Luke phạt bằng cách đánh vào mông và tiếp tục xuất hiện trong những tập khác. Trong toàn bộ các tập truyện, Lucky Luke chỉ một lần duy nhất bắn hạ Mad Jim trong tập Mỏ vàng của Dick Digger và một lần khác bắn thương "Nhện chân dài" Phil Defer - cả hai tập đều do Morris tự viết kịch bản.
Các cuộc chiến với người da đỏ cũng thường xuyên được đề cập nhưng luôn kết thúc êm đẹp với sự kiện hai bên cùng ngồi hút "tẩu thuốc hòa bình".
Hình ảnh không đổi cuối mỗi tập truyện là Lucky Luke cưỡi chú ngựa Jolly Jumper đi về phía cuối chân trời và hát bài "Tôi là gã cao bồi nghèo đơn độc, rong ruổi trên đường dài xa quê hương, mà đường về nhà còn xa..." (câu cuối của bài hát hiếm khi được thay đổi để phù hợp nội dung của một vài tập truyện) bằng tiếng Anh:
«I'm a poor lonesome cow-boy
And a long far way from home...»

## Nhân vật

Lucky Luke và Jolly Jumper trong tập Marcel Dalton, ông chú của tứ quái Dalton.

Nhân vật chính Lucky Luke là một anh chàng cao bồi nghèo đơn độc của miền Tây nước Mỹ cuối thế kỷ 19. Với biệt danh là "kẻ bắn nhanh hơn cái bóng của mình", Lucky Luke lang thang khắp miền Tây bảo vệ cho công lý và lẽ phải.
Trong những tập đầu tiên, diện mạo và tính cách của Lucky Luke chưa thực sự định hình. Những tập truyện về sau, hai tác giả Morris và René Goscinny xây dựng hình ảnh Lucky Luke như một anh chàng cao bồi vui tính, độc thân, bề ngoài thường với chiếc mũ trắng, áo gi-lê đen, sơ mi vàng và cổ đeo chiếc khăn màu đỏ. Ban đầu, Lucky Luke luôn xuất hiện với điếu thuốc lá trên môi, nhưng về sau để tránh hình ảnh người hùng nghiện thuốc lá, Morris cho thay thế bằng một cọng cỏ. Xử lý các tình huống một cách hài hước thông minh, cộng với tài bắn súng và sự may mắn, Lucky Luke luôn thành công ở cuối mỗi tập truyện.
Đồng hành với Lucky Luke là Jolly Jumper, chú ngựa chạy nhanh nhất miền Tây. Là con ngựa đặc biệt, Jolly Jumper biết đi trên dây, thông minh tới mức cùng chơi cờ với Lucky Luke và khi nói chuyện có thể trích dẫn cả văn học. Jolly Jumper nhiều lần cứu Lucky Luke thoát khỏi các tình huống khó khăn nhưng hai nhân vật này thường xuyên trêu chọc nhau. Như trong tập Nàng Sarah Bernhardt, Jolly Jumper chê bai vì Lucky Luke soi gương trước khi đi gặp Sarah Bernhardt, còn Lucky Luke trêu rằng Jolly Jumper không mặc gì khi chú ngựa này không đeo yên. Đặc biệt Jolly Jumper rất ghét con chó Rantanplan.
Nhân vật phản diện thường xuyên nhất trong tập truyện tranh là anh em nhà Dalton. Từ mẫu những nhân vật có thật trong lịch sử miền Tây, Morris đã xây dựng nên bốn tên cướp Dalton nhưng lại cho chúng chết ngay khi vừa xuất hiện. Về sau, Morris và René Goscinny đã cho chúng "sống lại" bằng cách thay thế của chúng bằng các em họ của chúng. Băng cướp Dalton thứ hai, để thay thế băng cướp Dalton trước bao gồm: Joe, Jack, William và Averell. Trong đó Joe là anh cả, lùn nhất nhưng cũng hung hãn nhất, chỉ huy của cả nhóm. Sau đó tới Jack, William, dần cao hơn nhưng cũng bớt hung hãn hơn. Cuối cùng là Averell, em út, cao nhất và cũng ngốc nhất nhà. Các tập truyện thường bắt đầu bằng việc anh em Dalton trốn khỏi nhà tù, và kết thúc khi chúng bị Lucky Luke bắt trở lại.
Một nhân vật thường xuất hiện trong Lucky Luke nữa là Rantanplan, mệnh danh là "con vật ngu ngốc nhất miền Tây" hay "chú chó ngốc hơn cả cái bóng của mình". Rantanplan là chú chó của trại giam và được các nhân viên giao cho nhiệm vụ canh giữ bọn Dalton. Morris đã xây dựng nhân vật Rantanplan dựa trên một nguyên mẫu có thực là Rin Tin Tin, một con chó thông minh, dũng cảm thường xuất hiện trên các bộ phim của hãng Warner Bros vào những năm 1920. Nhưng ngược lại với Rin Tin Tin, Rantanplan là chú chó ngu ngốc, nhát chết, tham ăn, và có cái mũi bị điếc. Trong thực tế, chú chó Rin Tin Tin là một diễn viên ngôi sao, với cát xê cao, đi xe hơi và nhiều người phục vụ... và tác giả Morris đã đưa những chi tiết này vào tập Gia tài của Rantanplan.
Một số nhân vật khác thường lặp lại trong Lucky Luke như những tay nhà đòn với bộ lễ phục đen và nước da mai mái, luôn tìm cách trục lợi từ các vụ giết người hoặc treo cổ. Các cô vũ nữ thường mập mạp và hút thuốc. Nhân vật cụ cố ngồi trên xe lăn, tai điếc, cắm chiếc loa kèn vào tai và thường xuyên hỏi lại. Những người Mexico với cái mũ rộng vành ngủ ngay cạnh đường ray. Những người Hoa với mãi tóc đuôi sam làm đầu bếp hoặc nghề giặt ủi...
Nhiều nhân vật có thật ở miền Tây cũng được tác giả đưa vào tập truyện. Billy the Kid trở thành một tên cướp trẻ con liều lĩnh. Calamity Jane thành một người bạn của Lucky Luke, mạnh mẽ nhưng hay chửi tục và nhai thuốc lá. Nghệ sĩ nổi tiếng Sarah Bernhardt sang Mỹ biểu diễn và cũng được Lucky Luke hộ tống... Các tổng thống Mỹ cũng nhiều lần xuất hiện trong truyện.
Ngược lại, một số nhân vật hư cấu trong truyện lại được Morris vẽ theo nguyên mẫu nổi tiếng. Như một phù thủy da đỏ có gương mặt của ca sĩ Elton John, nhân vật kẻ săn tiền thường có vẻ bề ngoài của diễn viên Lee Van Cleef hay một tên cướp giống với diễn viên Louis de Funès, diễn viên Jack Palance trở thành Nhện chân dài...

### Những nhân vật có thật

Anh em Dalton trong tập Hôn thê của Lucky Luke.

| - Roy Bean - Sarah Bernhardt - Billy the Kid - Black Bart - Buffalo Bill - Ike Clanton - Old Man Clanton - Nhóm Dalton - Edwin Drake - James B. Eads - Wyatt Earp, Virgil Earp, Morgan Earp - Ulysses S. Grant - Horace Greeley - Hatfield & McCoy - Rutherford B. Hayes - Jack London - Doc Holliday | - Frank James - Jesse James - Calamity Jane - Abraham Lincoln - George Maldon - Joshua Norton - Isaac C. Parker - Frederic Remington - William Hepburn Russell - Mattie Silks - Soapy Smith - Belle Starr - Mark Twain - Adolphe & Arthur Caille - Levi Strauss - Brigham Young |

## Điện ảnh và truyền hình
Tập truyện này còn được đưa lên điện ảnh và truyền hình. Để tránh đụng chạm công chúng Mỹ, cũng như trong truyện tranh, chàng cao bồi thay điếu thuốc trên môi bằng một cọng cỏ. Cũng lý do đó, một số tiếng lóng được lược bỏ, như "thợ giặt Trung Hoa" (chinois blanchisseurs) hay "tên Mễ ngủ ngày" (mexicains faisant la sieste).
- Phim hoạt hình:
  - Daisy Town (1971), kịch bản: Morris, Goscinny và Pierre Tchernia.
  - La Ballade des Dalton (1978).
  - Les Dalton en cavale (1982).
- Truyền hình:
  - Lucky Luke (1983), bởi hãng phim Hanna Barbera (hiện nay là Cartoon Network Studios).
  - Lucky Luke (1985).
  - Lucky Luke (1990).
  - Lucky Luke (1993), với Terence Hill làm đạo diễn và thủ vai Lucky Luke.
  - Lucky Luke (2001), với Olivier Jean-Marie làm đạo diễn.
  - Kid Lucky (2020)
- Điện ảnh:
  - Lucky Luke (1991), với Terence Hill làm đạo diễn và thủ vai Lucky Luke. Phim tiếng Anh.
  - Les Dalton (2004), đạo diễn Philippe Haïm, Til Schweiger trong vai Lucky Luke. Phim tiếng Pháp.
  - Go West: A Lucky Luke Adventure (2007)
  - Lucky Luke (2009)

Lucky Luke cũng trở thành nhân vật của một số trò chơi điện tử, trong đó được biết nhiều hơn cả là của hai công ty Infogrames và The Mighty Troglodytes.

## Danh sách những tập truyện Lucky Luke
Khi tập truyện tranh này được xuất bản bằng tiếng Việt, nhà xuất bản Trẻ không phát hành theo thứ tự của nguyên bản tiếng Pháp.

### Những câu truyện được vẽ và biên kịch bởi Morris
| STT | Tựa đề tiếng Pháp            | Tựa đề tiếng Việt                | Nhà xuất bản | Thời gian        |
| --- | ---------------------------- | -------------------------------- | ------------ | ---------------- |
| 1   | La mine d'or de Dick Digger  | Mỏ vàng của Dick Digger          | Dupuis       | Tháng 1 năm 1949 |
| 2   | Rodéo                        | Rodeo                            | Dupuis       | Tháng 1 năm 1949 |
| 3   | Arizona                      | Vùng đất Arizona                 | Dupuis       | Tháng 1 năm 1951 |
| 4   | Sous le ciel de l'Ouest      | Dưới bầu trời miền Tây           | Dupuis       | Tháng 1 năm 1952 |
| 5   | Lucky Luke contre Pat Poker  | Lucky Luke đối đầu Pat Poker     | Dupuis       | Tháng 1 năm 1953 |
| 6   | Hors-la-loi                  | Ngoài vòng pháp luật             | Dupuis       | Tháng 1 năm 1954 |
| 7   | L'élixir du Dr Doxey         | Rượu bổ thần kỳ của bác sĩ Doxey | Dupuis       | Tháng 1 năm 1955 |
| 8   | Lucky Luke contre Phil Defer | Lucky Luke đối đầu Phil Defer    | Dupuis       | Tháng 1 năm 1956 |
| 10  | Alerte aux Pieds Bleus       | Báo động bọn bàn chân xanh       | Dupuis       | Tháng 1 năm 1958 |

### Những câu truyện biên kịch bởi René Goscinny
| STT | Tiếng Pháp                                | Tiếng Việt                                             | Nhà xuất bản | Thời gian         |
| --- | ----------------------------------------- | ------------------------------------------------------ | ------------ | ----------------- |
| 9   | Des Rails sur la Prairie                  | Đường ray trên đồng cỏ                                 | Dupuis       | Tháng 1 năm 1957  |
| 11  | Lucky Luke contre Joss Jamon              | Lucky Luck chống Joss Jamon                            | Dupuis       | Tháng 1 năm 1958  |
| 12  | Les Cousins Dalton                        | Anh em họ Dalton                                       | Dupuis       | Tháng 1 năm 1958  |
| 13  | Le juge                                   | Ông quan tòa Ngài quan tòa                             | Dupuis       | Tháng 1 năm 1959  |
| 14  | Ruée sur l'Oklahoma                       | Cuộc đổ xô tới Oklahoma                                | Dupuis       | Tháng 1 năm 1960  |
| 15  | L'évasion des Dalton                      | Một cuộc vượt ngục lý thú của anh em Dalton            | Dupuis       | Tháng 1 năm 1960  |
| 16  | En remontant le Mississippi               | Ngược dòng Mississippi                                 | Dupuis       | Tháng 1 năm 1961  |
| 17  | Sur la piste des Dalton                   | Theo vết tứ quái Dalton                                | Dupuis       | Tháng 1 năm 1962  |
| 18  | À l'ombre des derricks                    | Dưới bóng tháp khoan                                   | Dupuis       | Tháng 1 năm 1962  |
| 19  | Les rivaux de Painful Gulch               | Những đối thủ tại Painful Gulch                        | Dupuis       | Tháng 1 năm 1962  |
| 20  | Billy the Kid                             | Tên Billy the Kid Đụng độ Billy The Kid                | Dupuis       | Tháng 1 năm 1962  |
| 21  | Les collines noires                       | Rặng đồi đá đen Thám hiểm rặng đồi đen                 | Dupuis       | Tháng 1 năm 1963  |
| 22  | Les Dalton dans le blizzard               | Dalton trong bão tuyết                                 | Dupuis       | Tháng 1 năm 1963  |
| 23  | Les Dalton courent toujours               | Dalton luôn chạy rong                                  | Dupuis       | Tháng 1 năm 1964  |
| 24  | La Caravane                               | Đoàn lữ hành                                           | Dupuis       | Tháng 1 năm 1964  |
| 25  | La ville fantôme                          | Thị trấn ma                                            | Dupuis       | Tháng 1 năm 1965  |
| 26  | Les Dalton se rachètent                   | Dalton chuộc tội                                       | Dupuis       | Tháng 1 năm 1965  |
| 27  | Le vingtième de cavalerie                 | Đoàn kỵ binh thứ 20                                    | Dupuis       | Tháng 1 năm 1965  |
| 28  | L'escorte                                 | Chuyến áp giải Chuyến áp giải Billy The Kid            | Dupuis       | Tháng 1 năm 1966  |
| 29  | Des barbelés sur la prairie               | Dây kẽm gai trên đồng cỏ                               | Dupuis       | Tháng 1 năm 1967  |
| 30  | Calamity Jane                             | Nữ quái Calamity Jane                                  | Dupuis       | Tháng 1 năm 1967  |
| 31  | Tortillas pour les Dalton                 | Những chiếc bánh ngô cho Dalton Bánh ngô cho Dalton    | Dupuis       | Tháng 1 năm 1967  |
| 32  | La diligence                              | Chuyến xe bão táp                                      | Dargaud      | Tháng 3 năm 1968  |
| 33  | Le pied-tendre                            | Gã công tử bột Chàng công tử bột                       | Dargaud      | Tháng 7 năm 1968  |
| 34  | Dalton-City                               | Thành phố Dalton Thị trấn Dalton                       | Dargaud      | Tháng 1 năm 1969  |
| 35  | Jesse James                               | Jesse James - Hiệp sĩ rừng xanh Tướng cướp Jesse James | Dargaud      | Tháng 7 năm 1969  |
| 36  | Western Circus                            | Gánh xiếc miền viễn tây                                | Dargaud      | Tháng 1 năm 1970  |
| 37  | Canyon Apache                             | Khe vực Apache Chiến binh Apache Luckyluko             | Dargaud      | Tháng 1 năm 1971  |
| 38  | Ma Dalton                                 | Má Dalton                                              | Dargaud      | Tháng 10 năm 1971 |
| 39  | Chasseur de primes                        | Kẻ săn tiền thưởng Gã săn tiền thưởng                  | Dargaud      | Tháng 10 năm 1972 |
| 40  | Le Grand Duc                              | Ngài đại công tước                                     | Dargaud      | Tháng 4 năm 1973  |
| 41  | L'héritage de Ran-Tan-Plan                | Gia tài của Ran-Tan-Plan                               | Dargaud      | Tháng 10 năm 1973 |
| 42  | 7 histoires complètes - série 1           | Bảy câu chuyện của Lucky Luke                          | Dargaud      | Tháng 9 năm 1974  |
| 43  | Le cavalier blanc                         | Kỵ sĩ áo trắng                                         | Dargaud      | Tháng 3 năm 1975  |
| 44  | La guérison des Dalton                    | Dalton hết bệnh Tứ quái Dalton hết bệnh                | Dargaud      | Tháng 7 năm 1975  |
| 45  | L'empereur Smith                          | Hoàng đế Smith                                         | Dargaud      | Tháng 4 năm 1976  |
| 46  | Le fil qui chante                         | Sợi dây biết hát                                       | Dargaud      | Tháng 10 năm 1977 |
| 47  | La ballade des Dalton                     | Bản ba-lát của anh em Dalton                           | Dargaud      | Tháng 7 năm 1978  |
| 51  | La corde du pendu                         | Sợi dây treo cổ và những mẩu chuyện khác               | Lombard      | Tháng 6 năm 1982  |
| 52  | Daisy Town                                | Thị trấn Hoa Cúc Dại                                   | Dargaud      | Tháng 1 năm 1983  |
| 56  | La ballade des Dalton et autres histoires | Bản ba-lát tứ quái Dalton và những mẫu chuyện khác     | Dargaud      | Tháng 3 năm 1986  |

### Kịch bản của các tác giả khác
| STT | Tiếng Pháp                | Tiếng Việt                                      | Nhà xuất bản      | Thời gian         | Kịch bản                                       |
| --- | ------------------------- | ----------------------------------------------- | ----------------- | ----------------- | ---------------------------------------------- |
| 48  | Le magot des Dalton       | Tứ quái Dalton và kho tàng trên đồi Đá Đỏ       | Dargaud           | Tháng 3 năm 1980  | Vicq                                           |
| 49  | Le bandit manchot         | Tướng cướp một tay                              | Dargaud           | Tháng 3 năm 1981  | Bob De Groot                                   |
| 50  | Sarah Bernhardt           | Nàng Sarah Bernhardt                            | Dargaud           | Tháng 3 năm 1982  | Jean Léturgie & Xavier Fauche                  |
| 53  | Fingers                   | Bàn tay nhám                                    | Dargaud           | Tháng 9 năm 1983  | Lo Hartog Van Banda                            |
| 54  | Le Daily Star             | Daily Star - Tờ báo muôn hình                   | Dargaud           | Tháng 9 năm 1983  | Jean Léturgie & Xavier Fauche                  |
| 55  | La fiancée de Luky Luke   | Hôn thê của Lucky Luke                          | Dargaud           | Tháng 11 năm 1985 | Guy Vidal                                      |
| 57  | Le ranch maudit           | Trang trại quỷ ám                               | Dargaud           | Tháng 11 năm 1986 | Jean Léturgie, Xavier Fauche & Claude Guylouis |
| 58  | Nitroglycérine            | Dalton và chất nổ Nitrogly Cerine               | Dargaud           | Tháng 4 năm 1987  | Lo Hartog Van Banda                            |
| 59  | L'alibi                   | Chứng cứ ngoại phạm                             | Dargaud           | Tháng 12 năm 1987 | Claude Guylouis                                |
| 60  | Le Pony Express           | Đoàn ngựa con tốc hành                          | Dargaud           | Tháng 6 năm 1988  | Jean Léturgie & Xavier Fauche                  |
| 61  | L'amnésie des Dalton      | Tứ quái Dalton mất trí                          | Lucky Productions | Tháng 9 năm 1991  | Jean Léturgie & Xavier Fauche                  |
| 62  | Chasse aux fantômes       | Cuộc săn lùng ma                                | Lucky Productions | Tháng 9 năm 1992  | Lo Hartog Van Banda                            |
| 63  | Les Dalton à la noce      | Dalton đi ăn cưới Tứ quái Dalton mừng tiệc cưới | Lucky Productions | Tháng 9 năm 1993  | Jean Léturgie & Xavier Fauche                  |
| 64  | Le pont sur le Mississipi | Cây cầu trên sông Mississippi                   | Lucky Productions | Tháng 8 năm 1994  | Jean Léturgie & Xavier Fauche                  |
| 65  | Belle Star                | "Nữ hoàng" Belle Starr                          | Lucky Productions | Tháng 8 năm 1995  | Xavier Fauche                                  |
| 66  | Le Klondike               | Vùng đất Klondike                               | Lucky Productions | Tháng 8 năm 1996  | Yann & Jean Léturgie                           |
| 67  | O.K. Corral               | Trang trại O.K.Corral                           | Lucky Productions | Tháng 8 năm 1997  | Eric Adam & Xavier Fauche                      |
| 68  | Marcel Dalton             | Marcel Dalton, ông chú của tứ quái Dalton       | Lucky Productions | Tháng 10 năm 1998 | Bob De Groot                                   |
| 69  | Le prophète               | Nhà tiên tri                                    | Lucky Comics      | Tháng 3 năm 2000  | Patrick Nordmann                               |
| 70  | L'artiste-peintre         | Hoạ sĩ miền viễn Tây                            | Lucky Comics      | Tháng 3 năm 2001  | Patrick Nordmann                               |
| 71  | La légende de l'ouest     | Truyền thuyết miền viễn tây                     | Lucky Comics      | Tháng 1 năm 2002  | Patrick Nordmann                               |

### Những câu truyện được minh họa bởi Achdé
Sau khi Morris mất, nhà xuất bản Lucky Comics phát hành series Những cuộc phiêu lưu của Lucky Luke (Les aventures de Lucky Luke) với nét vẽ của họa sĩ Achdé.
| STT | Tiếng Pháp        | Tiếng Việt                     | Nhà xuất bản | Thời gian        | Kịch bản      |
| --- | ----------------- | ------------------------------ | ------------ | ---------------- | ------------- |
| 72  | La belle province |                                | Lucky Comics | Tháng 9 năm 2004 | Laurent Gerra |
| 73  | La Corde au cou   | Giá treo cổ cho tứ quái Dalton | Lucky Comics | 2006             | Laurent Gerra |

## Những chi tiết thú vị
- Theo tiết lộ của Morris thì một phần nguyên mẫu của Lucky Luke là Gary Cooper trong High Noon (1952) với dáng người cao gầy và khuôn mặt hơi dài.
- Bác sĩ Trần Bồng Sơn với bút danh Anh Rô đã viết nhiều bài cho Câu lạc bộ Lucky Luke khi tập truyện này xuất hiện tại Việt Nam.